# モンゴリアン・フォアアイド・ドッグ
モンゴリアン・フォアアイド・ドッグ（英：Mongolian Four-eyed Dog）とは、モンゴル原産のマスティフ犬種である。別名はモンゴリアン・フォアアイド・マスティフ（英：Mongolian Four-eyed Mastiff）、モンゴリアン・マスティフ（英：Mongolian Mastiff）。

## 歴史
チベタン・マスティフのモンゴル版の犬種で、紀元の遥か前から遊牧民とゲルの守り神として飼育されてきた。特別な超能力を持つ犬種であると信じられていて、通常の目の上にあるもう一つの「目」（タンのマーキング）は千里眼で、ある程度の未来を予知したり、悪霊や災いを追い払うことが出来るといわれる。超能力だけでなく力や防衛心も非常に優れていて、泥棒などが家畜や家族に襲い掛かってくると命を懸けて戦い、倒すことが出来る。
フォアアイドは特別なガードドッグとしてとりわけ大切にされてきた犬種だが、ゲルのメンバーを守るための忠犬として育てるため、主人家族の大便をエサとして食べさせるという変わった風習が行われている。もちろん毎食が人糞というわけではなく、通常は家畜である山羊などの骨や肉を分けてもらって食べている。
ほとんどがモンゴル若しくは内モンゴル自治区の遊牧民（または元遊牧民）に実用犬として飼育されているため、他地域でショードッグとしては飼育されていない。FCI等への公認への申請も行われていないため、モンゴル以外ではほとんど知られていない。

## 特徴
外見は近縁種のチベタン・マスティフによく似る。マスティフタイプの犬で、筋骨隆々のがっしりした体型をしている。マズルは短く太く強靭で、脚も太く力がとても強い。耳は大きめの垂れ耳で、尾は長くふさふさした垂れ尾。コートは厚いロングコートで、防寒性が高い。毛色はブラック・アンド・タンが主流だが、ブラック、クリームの単色の個体も稀にいる。ブラック・アンド・タンの毛色のものは目の上やマズル、腹部、胸、足先にタンのマーキングが入っている。体高76cm前後の大型犬で、性格は忠実で家族に対しては愛情深いが、防衛本能や独立心、警戒心が強い面もある。状況判断力に富み、行動する際は少し考えてから動く。然し、泥棒などの外敵が現れた際はその限りでなく、勇猛果敢に応戦する。運動量はマスティフ種のなかでは特に多いといわれるが、これは遊牧民と共に1日に何百kmもの距離を移動するため、より足腰が強くなるように改良・繁殖を行ってきたからであるといわれている。寒さに強いが、暑さにはかなり弱い。ペットとして一般家庭で飼育するのは難しい犬種で、運動量の多さや訓練の難しさ、体重の重さ（特に重い犬は体重が110kgに達することもある）による病気中・老後・死後の運搬の大変さがその原因である。

## 参考
『デズモンド・モリスの犬種事典』デズモンド・モリス著書、福山英也、大木卓訳 誠文堂新光社、2007年